# Водолистниковые
Водолистниковые (лат. Hydrophyllaceae) — семейство покрытосеменных двудольных растений порядка Бурачникоцветные (Boraginales).

## Описание
Однолетние, двулетние или многолетние травы. Листья очередные, простые, от цельных до дваждыперисторассечённых.
Цветки обоеполые, (4) 5-мерные, собраны в монохазии. Венчик обычно от синего до фиолетового, а также белого, розового или жёлтого цвета. Плод — коробочка.

## Таксономия
Семейство включает 12 родов (около 250 видов), распространённых в Северной и на западе Южной Америки:
- Draperia Torr.
- Ellisia L.
- Emmenanthe Benth.
- Eucrypta Nutt.
- Hesperochiron S.Watson
- Howellanthus (Constance) Walden & R.Patt.
- Hydrophyllum L. typus — Водолистник
- Nemophila Nutt. — Немофила
- Phacelia Juss. — Фацелия
- Pholistoma Lilja
- Romanzoffia Cham. — Романзоффия
- Tricardia Torr.